# Gino Vendemini
Gino Vendemini, all'anagrafe Biagio Vendemini (Savignano di Romagna, 25 giugno 1848 – Savignano di Romagna, 17 giugno 1911), è stato un poeta e politico italiano.

## Biografia
Gino Vendemini nacque a Savignano di Romagna (oggi Savignano sul Rubicone) in provincia di Forlì da Luigi e da Carlotta Giorgetti nel 1848.
Mazziniano, si arruolò all'età 18 anni e combatté nella battaglia di Bezzecca, successivamente come volontario garibaldino partecipò alla battaglia di Mentana. 
Fu famoso giurista e politico, lavorò come avvocato e svolse il ruolo di deputato nel Parlamento per cinque legislature.
Dal 1899 al 1901 fu presidente dell'Accademia di Savignano di Romagna, succedendo nel ruolo a Giosuè Carducci.
Scrisse anche dell'omicidio di Ruggero Pascoli in una memoria, lasciando intendere che nonostante l'autore fosse ignoto per le autorità la sua identità fosse almeno sospettata dalla gente del posto.
Alla camera sedette prima con l'estrema sinistra radicale, poi con i repubblicani.

## Opere
Saggista e poeta, citato anche da Friedrich Schürr nel suo "La voce della Romagna", il suo testo più famoso è "Aegri Somnia e una capa ad sunétt", opera di poesie in dialetto savignanese e note inerenti soprattutto la storia locale, ripubblicata periodicamente dall'Accademia dei Filopatridi di Savignano.

## Onori
A lui è dedicato il Corso Vendemini a Savignano sul Rubicone, il viale centrale della città che da piazza Borghesi porta fino al ponte romano.